# Војислав Мишић
Војислав Мишић (Ваљево, 30. јун 1902 — Београд, 29. јул 1974), био је трећи, најмлађи син војводе Живојина Мишића. Учесник је Народноослободилачког рата, али је као симпатизер Совјетског Савеза провео је три и по године на Голом отоку. Био је агроном, инжењер хортикултуре.

## Младост и школовање
Војислав Мишић, најмлађи син војводе Мишића и његове жене Лујзе, рођен је 30. јуна 1902. године у Ваљеву. Брачни пар Мишић имао је, осим Војислава, још петоро деце — синове Радована и Александра и ћерке Елеонору, Олгу и Анђелију. Породица се, као све породице професионалних војника, често селила, па је Војислав основну школу завршио у Београду, где је провео оба Балканска рата. По завршетку основне школе одлази у војну школу у царску Русију. Био је у Кадетском корпусу, вероватно у Полтави. У Русију је Војислав отишао по жељи оца који је веровао да ће му најмлађи син тамо бити на сигурном, али Руско царство убрзо почиње да се распада, што због Првог светског рата, што због наступајуће револуције. Војислав, уз помоћ посланика Мирослава Спалајковића, успева да се извуче из Русије и враћа се у Србију преко Азије - два месеца путује кроз Сибир, па преко руског Далеког истока бродом стиже до Солуна, где га чека отац. Средином јула 1918. године одлази на школовање у Енглеску, али не у војну школу, већ на Итон, а онда се одлучује за агрономију, смер хортикултура. По завршетку студија вратио се у Србију.

## Породични живот и професионални рад
По повратку у Србију Војислав не жели да буде чиновник, већ оснива своје газдинство у месту Александрово поред Куманова (данашња Македонија). Увео је модерне начине обраде земљишта, где је, задојен социјалистичким идејама, радио заједно са сељацима. Трудио се да својим сусељанима олакша живот и врло брзо се прочуо као агроном. Године 1928. оженио се Љубицом, кћерком банкара из Панчева. Војислав и Љубица имали су двоје деце, ћерку Милицу и сина Живојина. Два пута је биран за председника општине, први пут након прикључења Бунарџика 1934/35. године, и други пут 1937. године. Оба пута на листи Демократске странке. По избијању Априлског рата 1941. године, у страху од Бугара, Војислав напушта Александрово и са породицом се враћа у Београд, а потом се смештају код таста у Панчеву.

## Други светски рат и одлазак у НОБ
У Панчеву су до Војислава дошле вести прво о равногорском, па два месеца касније и партизанском покрету. Иако се његов старији брат Александар тада већ налазио у Штабу Драгољуба Драже Михаиловића, Војислав се, сходно својим социјалистичким опредељењима, приклонио партизанском покрету и придружио се једној чети у околини Љига. Убрзо потом постао је члан Комунистичке партије Југославије (КПЈ). Повремено се среће са братом Александром, који жели на сваки начин да га извуче из партизана. Александар, Војислава на превару доводи у Струганик, у њихову породичну кућу где тада живи са породицом, мајком и сестром Анђелијом. У њиховој кући се у то време налазио Штаб Драже Михаиловића. Чим је пристигао, четници га разоружавају и закључавају у кућу, где брат Александар и сам Дража покушавају да га убеде да приђе четницима. У време када је Војислав био у притвору немачки војници су напали кућу, у покушају да ухапсе Дражу Михаиловића, али су успели само да ухапсе Александра Мишића, мајора Ивана Фрегла и самог Војислава. За разлику од брата и мајора Фрегла, који су стрељани 17. децембра 1941. године у Ваљеву, Војислав је успео да побегне и да се пребаци за Београд, али га је тамо одмах ухапсио Гестапо и спровео у логор на Бањици. Од сигурне смрти спасила га је његова мајка Лујза, пореклом Немица. Она је интервенисала тада код генерала Бадера, немачког команданта у Србији. Позвала се на мемоаре Аугуста фон Макензена, команданта свих непријатељских снага које су 1915. године напале Србију, у којима он велича храброст српских војника и војничку вештину, стратегију и човечност војводе Мишића и описује са колико човечности се њен муж, војвода Живојин Мишић, понео према њему и његовим генералима, заробљеним 1918. године. Бадер јој је изашао у сусрет и после неколико дана послао по Лујзу аутомобил. У његовом кабинету чекао ју је син. Војислав је 1943. године поново отишао у партизане, одакле се вратио као капетан НОВЈ. Зна се да је био један од сведока на суђењу генералу Дражи Михаиловићу.

## Послератни период
По повратку из Народноослободилачке борбе Војислав Мишић радио је као повереник за пољопривреду све до 1948. године и резолуције Информбироа. Као симпатизер Совјетског Савеза ухапшен је и три и по године провео у затвору на Голом отоку, где му је чињеница да је син Живојина Мишића само отежавала положај − морао је да пролази кроз шпалир назван „удри војводиног сина“. По повратку је три месеца провео на радној акцији, а како је његова стручност ипак била драгоцена добио је посао у Градском зеленилу (данас ЈКП Зеленило-Београд), коначно радећи оно за шта се школовао − пројектовао београдске паркове. Писао је и за стручне часописе и сарађивао са професорима Шумарског факултета у Београду. Преминуо је у Београду, 29. јула 1974. године.